# Lisa Rands
Lisa Rands (* 21. října 1975 Kalifornie) je bývalá americká reprezentantka ve sportovním lezení a vítězka světového poháru v boulderingu.

## Výkony a ocenění
- 2002: v celkovém pořadí světového poháru v boulderingu se umístila na shodném 1.-3. místě spolu s ukrajinkou Natalií Perlovou a francouzskou Myriam Motteau.
- 2002: jako první Američanka také získala zlatou medaili na světovém poháru v boulderingu (disciplína SP od roku 1999)
- 2002: vítězka mezinárodních boulderingových závodů ve francouzském L'Argentière
- 2008: první ženský přelez bouldru Mandala

### Závodní výsledky
| Mistrovství světa | Mistrovství světa |
| Rok               | 2003              |
| ----------------- | ----------------- |
| Bouldering        | 23                |

| Světový pohár | Světový pohár | Světový pohár | Světový pohár | Světový pohár | Světový pohár | Světový pohár |
| Rok           | 2001          | 2002*         | 2003          | 2008          | 2009          |               |
| ------------- | ------------- | ------------- | ------------- | ------------- | ------------- | ------------- |
| Bouldering    | 16            | 1-3           |               |               |               |               |
| jednotlivě*   | ,-,-,-,-      | -,,8          | -,-,12,5,6,10 | -,-,-,9,-,-,- | -,20,-,-,-    |               |

* Pozn.: nalevo jsou poslední závody v roce
v roce 2002 se ze tří závodů v boulderingu počítal jen nejlepší výsledek, vítězky byly tři (Myriam by byla na body druhá za Natalií a Lisa pátá)

### Bouldering
- 2008: Mandala, V12/8A+, Buttermilks, Bishop, Kalifornie; bouldr z roku 2000 od Chrise Sharmy; první ženský přelez[2]

## Filmografie
- 2006: Specimen
- 2010: Reel rock: Origins: The Hulk
- 2012: Reel rock: Honnold 3.0